# Joseph Ignaz Ritter

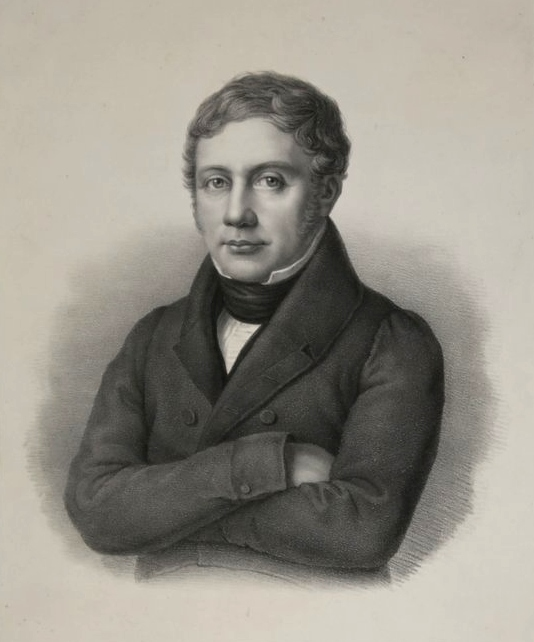
Joseph Ignaz Ritter (veröffentlicht 1847)

Joseph Ignaz Ritter (auch [Josef] Ignaz Ritter; * 12. April 1787 in Schweinitz, Fürstentum Liegnitz; † 5. Januar 1857 in Breslau, Provinz Schlesien) war ein deutscher römisch-katholischer Theologe und Kirchenhistoriker.

## Werdegang
Joseph Ignaz Ritter, Sohn eines Volksschullehrers, besuchte das Glogauer Gymnasium und studierte ab 1806 Katholische Theologie an der Universität Breslau. Nach der Priesterweihe 1811 wurde er Kaplan an Kirchen in der Diözese Breslau, später an der St.-Hedwigs-Kirche in Berlin. Daneben studierte er an der Friedrich-Wilhelms-Universität Theologie und Anthropologie. 1821 promovierte er an der Breslauer Universität zum Dr. theol. In seiner Dissertation übersetzte er einen griechischen Text von Johannes Chrysostomos.
1823 erhielt er den Lehrstuhl für Kirchengeschichte und Patrologie an der Universität Bonn. Neben Vorlesungen zur Pastoraltheologie und Biblischer Exegese begann er die Arbeit an seinem Hauptwerk, dem mehrbändigen Handbuch der Kirchengeschichte.
In Bonn machte er Bekanntschaft mit dem Theologen Georg Hermes und dem nach Hermes benannten Hermesianismus. 1830 kehrte er an die Universität Breslau zurück, wo er mehrfach Dekan der Theologischen Fakultät und 1835/36 Rektor war. Daneben war er weiterhin als Seelsorger tätig.
Am 1. Dezember 1840 wurde er als Bistumsverweser zum Kapitularvikar des Erzbistums Breslau ernannt, wobei er gegenüber Papst Gregor XVI. eine romtreue Haltung einnahm und sich wohl Hoffnungen auf das vakante Breslauer Bischofsamt machte. Diese wurden jedoch – wegen des Widerstands einzelner Mitglieder des Domkapitels – nicht erfüllt. Zum neuen Bischof wurde 1843 Joseph Knauer gewählt, der Ritter zu seinem Generalvikar ernannte. Dieses Amt verlor er jedoch schon 1844 nach Knauers Tod. 1845 kehrte er auf seine Breslauer Professur zurück und wurde am 15. April 1846 von Melchior von Diepenbrock zum Domdechanten ernannt.
Ignaz Ritter war Abgeordneter in der Ersten Kammer zu Berlin und hatte einen Sitz im Erfurter Unionsparlament. Außerdem war er in der katholischen Vereinsbewegung aktiv.

## Veröffentlichungen
- mit D. Latussek, Gärth, [Emanuel Joseph] Elsler, Dr. Förster, [Karl August Wilhelm] Baron von Plotho, [Joseph] Neukirch, Dr. Herber, Dr. Baltzer, [Joseph] Freiß, Dr. [Joseph] Sauer und [Aloys] Wache: Das Breslauer Domkapitel gegen den „Erlaß des evangelischen Oberkirchenraths vom 29. Juli 1852“. G. Ph. Aderholz, Breslau 1852.[2]